# 四川航空
四川航空（しせんこうくう、中国語：四川航空公司）は中華人民共和国四川省成都市に本社を置く航空会社。正式名称は四川航空股份公司、略称は川航。中国民航（CAAC）の流れを汲まない航空会社で、国内40都市を結んでいる。

## コードデーター
- IATA航空会社コード：3U
- ICAO航空会社コード：CSC
- コールサイン：Sichuan
- 中国語コールサイン：四川(Sichuan)

コールサインは2004年までは英語・中国語ともに川航(Chuanhang)

## 沿革
- 1986年9月19日、四川省の認可を受け、四川航空公司として発足した。
- 1988年7月14日、旅客営業運航を開始した。メインハブ空港は成都双流国際空港、第2ハブ空港は重慶江北国際空港。
- 2002年8月29日、株式公開を行い、株式会社となった。四川航空股份有限公司となった。中国南方航空、上海航空、山東航空、成都銀杏餐飲有限公司と提携を結び、共同発券、コードシェア便などの連携を図っている。
- 2003年1月24日　重慶発成都行き四川航空3U434便エンブラエルEMB145(機体番号B-3403)内で、成都双流国際空港の着陸直前に、四川省達州市渠県金鑼郷の男性教師(26歳)が旅客機をハイジャックしようとして、手製の爆弾を爆発させた。乗員5名、乗客11名の合計16名のうち、犯人のみが負傷した。男は機内の保安員に取り押さえられ、機体も一部損傷したが、同機は約10分後の午後1時39分、空港に無事着陸した。
- 2005年4月25日、昆明発重慶行き四川航空3U8670便が重慶江北国際空港に着陸後、ターミナルビルに接触するトラブルが発生した。負傷者はいなかった。
- 2005年5月12日、重慶-香港間の路線を開設する。
- 2006年11月20日、鷹聯航空に2,000万元を出資し、鷹聯航空の株式の20%を取得した。
- 2009年3月17日、鷹聯航空に2億元を再度出資し、株式の76%を取得した。
- 2010年1月23日、鷹聯航空を、四川航空グループの成都航空にリブランドした。
- 2018年、エアバスA350の初号機受領に合わせて、制服を刷新した。なお、エアバスA350には、パンダの特別塗装が施されている[1]。

## 日本との関係

### 日本への運航路線
| 便名        | 路線      | 路線        | 機材                              | コードシェア | 備考                       |
| ----------- | --------- | ----------- | --------------------------------- | ------------ | -------------------------- |
| 3U3961/3962 | 成都/天府 | 東京/成田   | - エアバスA320 - エアバスA330-200 | CZ           |                            |
| 3U3963/3964 | 成都/天府 | 大阪/関西   | - エアバスA320 - エアバスA321     | CZ           |                            |
| 3U3987/3988 | 成都/天府 | 札幌/新千歳 | エアバスA320                      |              | 2025年10月26日より再開予定 |

コードシェア
- CZ - 中国南方航空

### 日本への歴史
- 2016年1月18日から、成田 - 成都線の運航を週4往復で開始[2]。
- 2016年1月19日から、関西 - 成都線の運航を週3往復で開始[3]。
- 2018年11月30日から、関西 - 西安線の運航を開始[4]。
- 2019年7月1日より、静岡-西安線に就航した[5]。
- 2019年12月9日、エアバスA330-200Fを使用して、関西国際空港への貨物定期便（南通→関西→成都）の運航を開始した[6]。
- 2020年1月17日、札幌/新千歳-成都線に就航[7]。
- 2020年3月、新型コロナウイルスのため、日本への運航を休止。
- 2022年8月20日、東京/成田-成都線を再開[8]。
- 2023年4月28日より、大阪/関西 - 成都線の運航を再開した。ただし、成都での発着空港は成都双流空港から成都天府空港に変更となっている。
- 2025年10月26日より、札幌/新千歳-成都/天府線を運航再開予定[9]。

## 保有機材
全機がエアバス機となっている。
| 機種             | 保有数 | 発注数 | 座席数 | 座席数 | 座席数 | 備考                                               |
| 機種             | 保有数 | 発注数 | J      | Y      | 計     | 備考                                               |
| ---------------- | ------ | ------ | ------ | ------ | ------ | -------------------------------------------------- |
| エアバスA319-100 | 22     |        | 8      | 124    | 132    |                                                    |
| エアバスA320-200 | 54     |        | 8      | 142    | 150    |                                                    |
| エアバスA320neo  | 33     |        | 8      | 150    | 158    |                                                    |
| エアバスA321-200 | 48     |        | 8      | 186    | 194    |                                                    |
| エアバスA321neo  | 27     |        | 不明   | 不明   | 不明   | [ 10 ]                                             |
| エアバスA330-200 | 7      |        | 36     | 209    | 245    |                                                    |
| エアバスA330-300 | 9      |        | 36     | 265    | 301    |                                                    |
| エアバスA350-900 | 9      | 5      | 28     | 303    | 331    | 1機を除いて、パンダの特別塗装。                    |
| COMAC C919       | 0      | 20？   | 不明   | 不明   | 不明   |                                                    |
| A330-300P2F      | ？     |        | 貨物   | 貨物   | 貨物   | 中国国内で改造工事した機体、リースの機体が存在する |
| 合計             | 208    |        |        |        |        |                                                    |

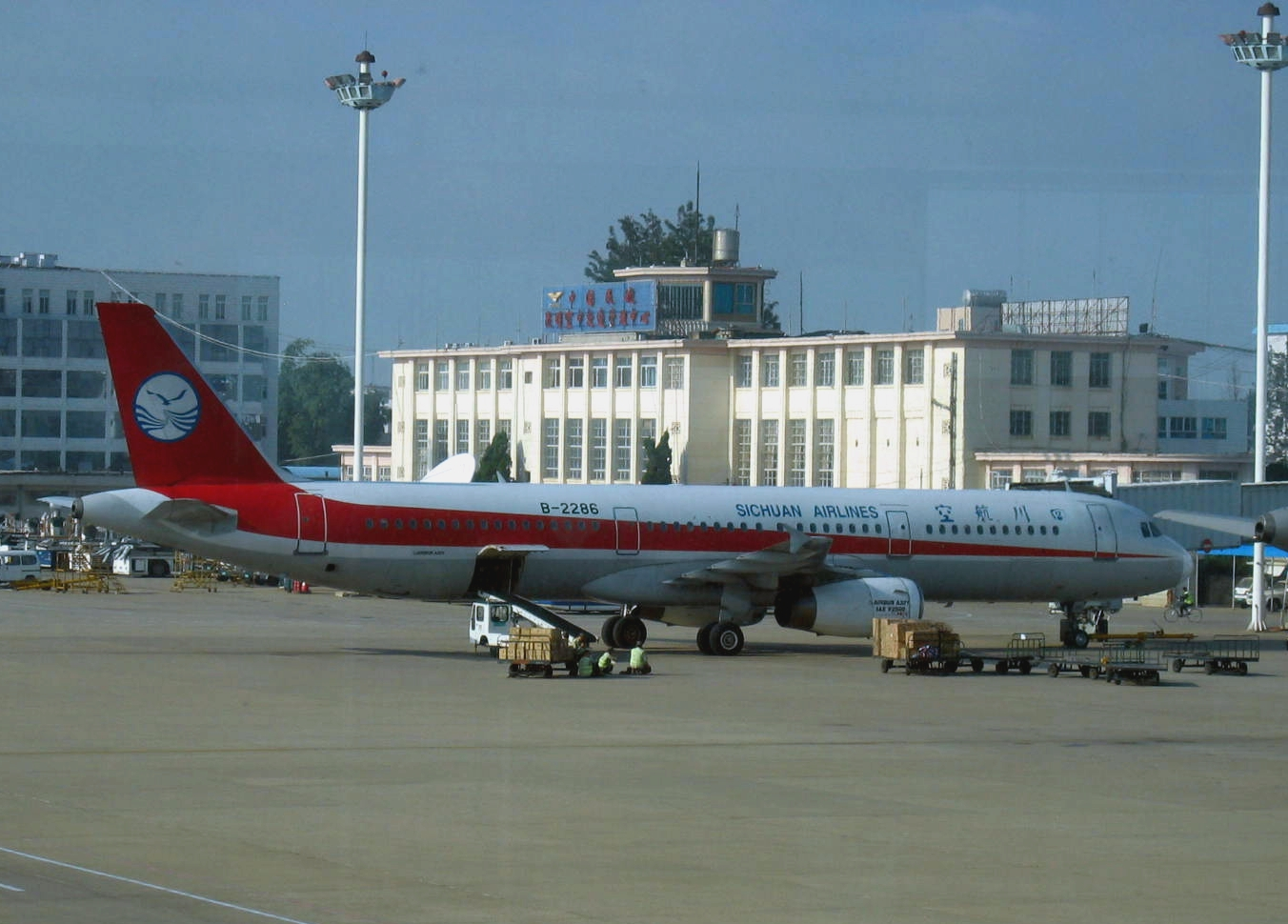
エアバスA321

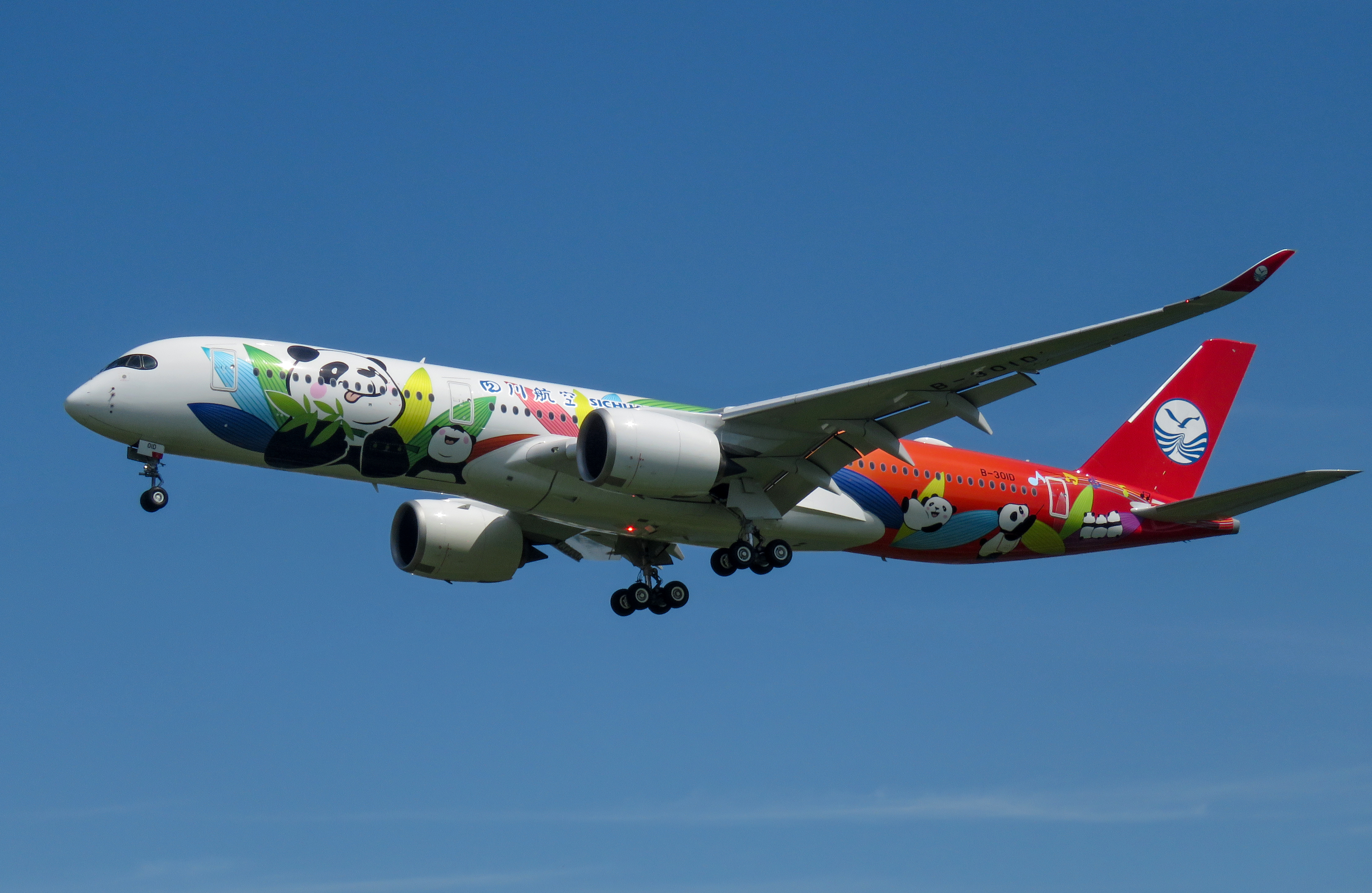
エアバスA350

なお、四川航空の平均的な機材年齢は2006年6月で6.3年である。

### 特別塗装機
- 2018年より導入してるエアバスA350-900は、機体番号「B-304V」の1機を除いて、パンダがデザインされている特別塗装が施されている[12]。
- 2021年6月より、エアバスA330型機1機が特別塗装機になっている。中国の電機メーカー・長虹電器とのコラボしたデザインで、「子供たちの夢をのせて空を飛ぶ」をテーマに、公募によって決まった。[13]
- 2024年1月より、四川に本社を置く四川銀行とコラボした特別塗装機も運航されている。[14]

## 就航地
中華人民共和国
- 成都双流、成都天府、重慶江北、昆明、瀋陽、福州、 北京首都、広州、西安、南京、武漢など、約40か所

 香港
- 香港

 台湾
- 台北松山

 韓国
- ソウル

 日本
- 東京成田、大阪/関西、札幌/新千歳(2025年10月26日より運航再開予定)

 ベトナム
- ホーチミン、ニャチャン・カムラン

 タイ
- バンコク・スワンナプーム、チェンマイ、プーケット、クラビー、チェンライ

 ミャンマー
- ヤンゴン、マンダレー

 ラオス
- ヴィエンチャン

 カンボジア
- シアヌークビル

 フィリピン
- セブ

 マレーシア
- クアラルンプール

 シンガポール
- シンガポール

 インドネシア
- デンパサール(2025年9月26日より運航開始予定)[15]

 ネパール
- カトマンズ

 イスラエル
- テルアビブ

 アラブ首長国連邦
- ドバイ

 エジプト
- カイロ

 トルコ
- イスタンブール

 チェコ
- プラハ

 イタリア
- ローマ

 ロシア
- サンクトペテルブルク

 フィンランド
- ヘルシンキ

 カナダ
- バンクーバー

 アメリカ合衆国
- サイパン、ロサンゼルス

 オーストラリア
- シドニー、メルボルン

 ニュージーランド
- オークランド

## エピソード
同航空会社の24時間ホットラインの電話番号は、028-88888888(成都市)である。これは、2003年8月18日、成都市電信局が行った電話番号のオークションで233万元（約3400万円）で同社が落札したものである。中華人民共和国では数字の8が縁起の良い数として珍重されているため、市外局番も含めて8が9つも並ぶ数字は高額となり、話題となった。